# Линькова, Валентина Леонидовна
Валентина Леонидовна Линькова (род. 30 ноября 1970, Людиново, Калужская область) — российская спортсменка, мастер спорта международного класса по ачери-биатлону.

## Биография
Родилась 30 ноября 1970 года в Людинове (Калужская область).
С 1990-х   занималась арчери-биатлоном.
Победитель финала Кубка России по арчери-биатлону в Башкортостане (2007).
Победитель проходившего в Москве в 2007 году мирового первенства. В 2008 г. на проходившем в Москве чемпионате Европы завоевала серебряные медали в спринте и гонке преследования.
На Первенстве России по ачери-биатлону (Рыбинск, 26 февраля — 5 марта 2013 года) завоевала золотую медаль в спринте, золотую медаль в масстарте на 6 км, и бронзу в индивидуальной гонке на 10 км.
С 2004 года также занималась арчери-гонками. Победитель открытого чемпионата Германии 2012 года.
Мастер спорта России международного класса. Заслуженный мастер спорта России (2020).
Спортсмен-инструктор Детско-юношеской спортивной школы «Анненки» (Калуга). Среди её воспитанниц — чемпионка России Виолетта Камоликова.